# 法布里齐奥·迪索马
法布里齐奥·迪索马（義大利語：Fabrizio Di Somma，1971年1月15日—2025年3月21日），意大利男子自行车运动员。他曾代表意大利参加2000年和2004年夏季残疾人奥林匹克运动会自行车比赛，获得一枚银牌和二枚铜牌。